# 日蘭通商航海条約
日蘭通商航海条約（にちらんつうしょうこうかいじょうやく、仏: Traité de commerce et de navigation）とは、日本とオランダ王国とのあいだの通商航海の自由と最恵国待遇を原則とする条約である。
日蘭通商航海条約
1896年（明治28年）9月8日調印、1897年（明治29年）5月2日批准（不平等条約）。
（改正）日蘭通商航海条約
1912年（明治45年）7月6日調印、1913年（大正2年）9月22日批准。1953年（昭和28年）8月29日復活。

## 概要
戦後に復活手続きが取られていたものの長い間ほとんど忘れられていた。2004年に、オランダの弁護士ステファン・ルーロフスによって「条約に規定されている最恵国待遇とアメリカ・オランダ間で締結された（アメリカ人のオランダでの起業・滞在を容易とする）友好条約を組み合わせれば、日本人にもアメリカ人と同等の権利が与えられえるべきではないか」という趣旨の論文が書かれたが、この時点では実現可能性は低いと指摘されていた。その後、2008年までに裁判によってルーロフスの主張が認められ判例として確定し、日本人はオランダにおいてアメリカ人と同様に起業が容易になった。2013年には、オランダ国務院は「1875年に締結されたオランダ・スイス友好通商条約を基に、移民局は日本人からの滞在許可申請をスイス人におこなう場合と同じ事例として見直すべきである」とする見解を明らかにした。また、2012年にオランダにある文化会館である松風館に対してオランダ労務局が宮大工の労働許可取得問題をめぐり罰金を課したことを不服として起こされた裁判で、この条約を根拠として「オランダにおける日本人の労働許可取得は必要ない」という松風館の主張が2014年に認められた。
これにより、2014年12月24日から日本国籍者はスイス国籍者と同様、オランダにおける労働許可取得が不要となったが、その根拠となっていたオランダ・スイス友好通商条約が見直され、両国政府の協議により最恵国待遇条項の無効化が決定された。このため、2017年1月1日より、日本国籍者もスイス国籍者同様、労働許可が必要な状態に差し戻されることになった。なお、2016年現在、オランダが最恵国待遇を提供しているのはアメリカ合衆国であるが、その国民も労働許可は必要である。

## 改正後の条約の内容
- 最恵国待遇
  - 旅行居住、修学研究、生業職業に従う、生産製造の営業 (一条一項)
  - 不動産の取得占有 (一条五項)
  - 強募公債、軍用徴発、取立金 (一条七項)
  - 課金、租税、手数料、貢納の徴収 (一条八項)
- 内国民待遇
  - 商品の取引 (一条二項)
- 内国民または最恵国待遇
  - 動産の占有・相続・処分 (一条四項)
- 許可
  - 家屋、製造所、倉庫、店舗、付属構造物の所有・賃借 (一条三項)
  - 土地の賃借 (一条三項)
  - 裁判所への申出・出訴 (一条六項)
- 免除
  - 強制兵役、貢納 (一条七項)